# Paul Panzer – Stars bei der Arbeit
Paul Panzer – Stars bei der Arbeit (bis einschließlich Staffel 2 Kaya Yanar und Paul Panzer – Stars bei der Arbeit) ist eine deutsche Comedy-Sendung mit Paul Panzer und vormals auch Kaya Yanar. Die Erstausstrahlung war am 8. Januar 2011 beim Sender RTL. Produziert wird die Show von Endemol.
Vom 15. März bis zum 19. April 2014 sendete RTL die vierte Staffel der Sendung.

## Konzept

### Staffel 1 und 2
Kaya Yanar und Paul Panzer testen als Prominente die schönsten und schlimmsten Berufe. Yanar schlüpft in seine bekannten Rollen und kommt beispielsweise als Ranjid als Zahnarzt und Tierpfleger zum Einsatz, während er in der Rolle des Hakan als Museumsführer und als Grundschullehrer arbeitet. Paul Panzer versucht sich unterdessen als Helfer auf einem Krabbenkutter, Pilot und Eishockeyprofi. In jeder Show werden sie von einem Prominenten unterstützt.

### Ab Staffel 3
Ab 2013 moderiert Paul Panzer alleine durch die Sendung. Dabei wurde das Konzept der Sendung leicht von der der ersten beiden Staffeln verändert. Jetzt sind immer zwei Stars zu Gast, die in verschiedenen Berufen arbeiten. Außerdem neu in der Sendung ist, dass es eine Showeinlage gibt.

## Produktion
Es gab bisher zwei Staffeln. Diese enthielten sechs Sendungen à ca. 60 Minuten. Im Dezember 2012 wurde bekannt, dass in der dritten Staffel, die ab Januar 2013 auf RTL zu sehen ist, Kaya Yanar nicht mehr dabei ist und Paul Panzer alleine durch die Sendung führen wird.

## Teilnehmer
In den ersten beiden Staffeln nahm pro Sendung eine prominente Person teil, ab Staffel 3 pro Sendung zwei prominente Personen, da es nur noch einen Moderator gibt. Folgende Personen liefen schon dort vor:
| - Verona Pooth - Reiner Calmund - Mirja Boes - Ingo Appelt - Sky du Mont - Bülent Ceylan - Ralf Möller - Atze Schröder - Lena Gercke - Joachim Llambi - Stefan Mross - Oliver Pocher | - Mario Barth - Jana Ina - Jörg Pilawa - Collien Ulmen-Fernandes - Heiner Lauterbach - Katrin Müller-Hohenstein - Mirco Nontschew - Christina Surer - Martin Rütter - Rebecca Mir - Steffen Henssler - Jorge González | - Oliver Geissen - Johanna Klum - Detlef D! Soost - Nina Moghaddam - Frauke Ludowig - Hannes Jaenicke - Désirée Nick - Gedeon Burkhard - Wildecker Herzbuben - Sara Nuru - Kaya Yanar - Kai Ebel |

## DVD-Veröffentlichung
Die erste Staffel erschien am 1. Juli 2011. Die zweite Staffel wurde am 5. Oktober 2012 veröffentlicht.